# Malovichté
Malovichté (en macédonien Маловиште) est un village du sud-est de la Macédoine du Nord, situé dans la municipalité de Bitola. Le village comptait 98 habitants en 2002.

## Démographie
Lors du recensement de 2002, le village comptait :
- Valaques : 87
- Macédoniens : 10
- Albanais : 1